# فانيسا داونينج
فانيسا داونينج (بالإنجليزية: Vanessa Downing)‏ هي ممثلة أسترالية، ولدت في 1958.

## أعمال

### مسلسلات
- ذهابا وإيابا

## وصلات خارجية
- فانيسا داونينج على موقع IMDb (الإنجليزية)
- فانيسا داونينج على موقع قاعدة بيانات الفيلم (الإنجليزية)